# Volker Ordowski
Volker Ordowski (Weilen unter den Rinnen, Baden-Württemberg, 11 de setembre del 1973) va ser un ciclista alemany que va ser professional del 1997 al 2008.

## Palmarès
- 1997
  - Vencedor d'una etapa a la Volta a Suècia

### Resultats a la Volta a Espanya
- 2005. 106è de la classificació general

### Resultats al Giro d'Itàlia
- 2005. Abandona (14a etapa)
- 2006. Abandona (19a etapa)
- 2007. Abandona (11a etapa)